# Mauerwald
Mauerwald (polsk: Mamerki) var hovedkvarter for den tyske hærs overkommando under anden verdenskrig beliggende i Voivodskabet Ermland-Masurien, i det nordlige  Polen, tæt ved grænsen til det russiske Kaliningrad Oblast.
Opførelse af hovedkvarteret, som blev påbegyndt i 1940, var et anlæg, der omfattede ca.250 bygninger, hvoraf ca. 30 blev støbt i kraftig jernbeton med en loftstykkelse på syv meter.
Anlægget blev taget i brug i 1941, og fungerede som hovedkvarter for hærens kamphandlingerne i ca. tre år, hvorefter hovedkvarteret,  i  december 1944, blev flyttet til Zossen ved Berlin.
I perioden var der stationeret ca.  40 generaler, 1.500 officerer og bevogtningsenheder i hovedkvarteret.
Hovedkvarteret var beliggende i det østlige Tyskland (tidligere og nuværende Polen), tæt på den russiske grænse ved bredden af Mamry-søen og Masurien-kanalen og ca. 18 kilometer nord for Ulveskansen.
Flere kendte generaler opholdt sig i Mauerwald i kortere eller længere tid, blandt andet Franz Halder, Walther von Brauchitsch, Heinz Guderian og Friedrich von Paulus.
Mange af bygningerne er ikke bortsprængt, og kan i dag, 2011, udforskes.